# Regine Kämper
Regine Kämper (auch: Regine Kämper-Brecht) ist eine deutsche Übersetzerin.

## Leben
Regine Kämper absolvierte ein Fremdsprachenstudium mit Russisch als Hauptfach an der Universität Heidelberg, das sie mit dem Grad einer Diplom-Übersetzerin abschloss. Sie lebt heute in Ochsenhausen und unterrichtet Deutsch als Fremdsprache. In den Achtziger- und Neunzigerjahren übersetzte sie – meist gemeinsam mit Hanni Ehlers – Kinderbücher aus dem Niederländischen, daneben auch Werke aus dem Englischen und Russischen ins Deutsche.
2025 erhielt Kämper das Bundesverdienstkreuz am Bande.

## Werke
- Zum Problem der Übersetzung von sowjetischer Kinder- und Jugendliteratur aus dem Russischen ins Deutsche, Heidelberg 1986

## Übersetzungen
- Burny Bos: April, April!, Ravensburg 1992 (übersetzt zusammen mit Hanni Ehlers)
- Burny Bos: Mein Vater wohnt in Rio, Ravensburg 1994  (übersetzt unter dem Namen Regine Kämper-Brecht, zusammen mit Hanni Ehlers)
- Koen Fossey: Schlamperfüchse, Ravensburg 1996 (übersetzt unter dem Namen Regine Kämper-Brecht)
- Martha Heesen: Stoffel greift ein, Ravensburg 1997 (übersetzt zusammen mit Hanni Ehlers)
- Ronald S. Illingworth: Unser Kind, Basel [u. a.] 1990 (übersetzt zusammen mit Hanni Ehlers)
- Trude de Jong: Lola der Bär, München [u. a.] 1993 (übersetzt zusammen mit Hanni Ehlers)
- Guus Kuijer: Ich fühle mich wie Apfelmus, Ravensburg 1987 (übersetzt zusammen mit Hanni Ehlers)
- Guus Kuijer: Im Land der Nashornvögel, Ravensburg 1991 (übersetzt zusammen mit Hanni Ehlers)
- Guus Kuijer: Mensch, Olle, Ravensburg 1993 (übersetzt zusammen mit Hanni Ehlers)
- Guus Kuijer: Tina und der Schatz von Zweibeinland, Ravensburg 1990 (übersetzt zusammen mit Hanni Ehlers)
- Guus Kuijer: Tina und die Kunst, sich zu verlaufen, Ravensburg 1993 (übersetzt zusammen mit Hanni Ehlers)
- Guus Kuijer: Der Turm der schwarzen Steine, Ravensburg 1987 (übersetzt zusammen mit Hanni Ehlers)
- Paul van Loon: Das Gespenst auf dem Dach, Ravensburg 1991
- Els Pelgrom: Die Eichelfresser, Ravensburg 1992 (übersetzt zusammen mit Hanni Ehlers)
- Anke de Vries: Ein Räuber unterm Bett, Ravensburg 1990 (übersetzt zusammen mit Hanni Ehlers)
- Anke de Vries: Sägemehl im Kopf, Ravensburg 1993 (übersetzt zusammen mit Hanni Ehlers)
- Lev S. Vygotskij: Geschichte der höheren psychischen Funktionen, Münster [u. a.] 1992
- John Yeoman: Der Einsiedler und der Bär, Ravensburg 1988 (übersetzt zusammen mit Hanni Ehlers)